# Хасанлу
Теппе Хасанлу (Хасанлу-Тепе, или Курган Хасанлу, или просто Хасанлу) — археологический памятник, расположенный на северо-западе Ирана (в провинции Западный Азербайджан), недалеко к югу от озера Урмия.
Название дано по близлежащей деревне Хасанлу (перс. حسنلو), а «тепе» (перс. تپه) переводится с персидского как «холм» или «курган».
Место было заселено практически непрерывно с VI тыс до н. э. по III век н. э. Комплекс состоит из центральной «цитадели» — насыпи высотой 25 метров с массивными укреплениями и мощеными улицами, и окружающими ее домами.
Хасанлу — очень богатый памятник в археологическом плане. Исследователи выделили как минимум десять археологических слоев, от неолита до раннего железного века. К знаменитым и хорошо изученным находкам из этого места можно отнести золотую чашу («Чаша из Хасанлу») и парное захоронение («Любовники из Хасанлу»).

## Раскопки
Первым археологом, начавшим полноценные раскопки Хасанлу, был британский исследователь венгерского происхождения сэр  Аурель Стейн в 1936 году. В дальнейшем раскопки телля проводили Иранская археологическая служба (1947—1949), команда музея археологии и антропологии Пенсильванского университета и музея Метрополитен (десять сезонов между 1956 и 1974 годами).
Одновременно проводились раскопки других памятников в провинции Западный Азербайджан, например, Хаджи Фируз Тепе, Далма Тепе и других.
Археологами было выделено десять археологических слоев, по которым можно проследить развитие поселения в течение нескольких тысяч лет.
- Самый древний, Х уровень, восходит к периоду неолита;
- VI уровень соответствует среднему бронзовому веку;
- V уровень — поздний бронзовый век, в этот период прослеживает сильное влияние Ассирии;
- уровень IV — ранний железный век, самый богатый находками период, который окончился разрушением поселения в результате нападения захватчиков около 800 года до н.э.;
- III уровень — урартская крепость, расположенная на месте разрушенной, позволяет предположить, что именно государство Урарту напало на Хасанлу;
- II уровень — жилой дом IV века до н. э., свидетельство повторного заселения;
- I уровень — исламское поселение XIV века.

Таким образом, археологические слои дают возможность проследить изменения материальной культуры, происходящие как естественным путем, так и в результате завоевания.